# Лютер, Карл Теодор Роберт
Карл Теодор Роберт Лютер (нем. Karl Theodor Robert Luther, 16 апреля 1822 — 15 февраля 1900) — немецкий астроном. Известен открытиями астероидов, изучал планеты, кометы, переменные звёзды.
| Открытые астероиды: 24 | Открытые астероиды: 24 |
| ---------------------- | ---------------------- |
| (17) Фетида            | 17 апреля 1852         |
| (26) Прозерпина        | 5 мая 1853             |
| (28) Беллона           | 1 марта 1854           |
| (35) Левкофея          | 19 апреля 1855         |
| (37) Фидес             | 5 октября 1855         |
| (47) Аглая             | 15 сентября 1857       |
| (53) Калипсо           | 4 апреля 1858          |
| (57) Мнемозина         | 22 сентября 1859       |
| (58) Конкордия         | 24 марта 1860          |
| (68) Лето              | 29 апреля 1861         |
| (71) Ниоба             | 13 августа 1861        |
| (78) Диана             | 15 марта 1863          |
| (82) Алкмена           | 27 ноября 1864         |
| (84) Клио              | 25 августа 1865        |
| (90) Антиопа           | 1 октября 1866         |
| (95) Аретуса           | 23 ноября 1867         |
| (108) Гекуба           | 2 апреля 1869          |
| (113) Амальтея         | 12 марта 1871          |
| (118) Пейто            | 15 марта 1872          |
| (134) Софросина        | 27 сентября 1873       |
| (241) Германия         | 12 сентября 1884       |
| (247) Эвкрата          | 14 марта 1885          |
| (258) Тихея            | 4 мая 1886             |
| (288) Главка           | 20 февраля 1890        |

С 1841 года Лютер обучался в Бреслау и Берлине философии, математике и астрономии. В 1848 году он получил работу в Берлинской обсерватории, а с 1851 года назначен директором обсерватории в Дюссельдорфе.
В период с 1852 по 1873 год Роберт Лютер открыл 24 астероида, в том числе (90) Антиопа, известный сегодня как двойной астероид, и очень медленно вращающийся (288) Главка.
В честь астронома назван астероид (1303) Лютера и кратер на обратной стороне Луны.